# 변시익
변시익(卞時益, 1598년 ~ 1653년)은 조선의 문신이다. 본관은 초계(草溪)이며, 변효문(卞孝文)의 6세손이다. 자는 우경(虞卿), 호는 이지(二知)이다. 벼슬은 승정원 승지(承旨)에 이르렀다.

## 생애
1624년(인조 2년) 생원시에 합격하였고, 1628년(인조 6년) 별시(別試) 문과에 을과(乙科)로 급제하여 1634년 정언(正言)에 임명되었다. 이어 사헌부 지평을 거쳐 1640년(인조 18년) 장령(掌令)으로 승진하였다.
1650년(효종 1년) 통훈대부(通訓大夫) 행(行) 사헌부장령(司憲府掌令) 겸 춘추관편수관(春秋館編修官)으로서 『인조실록(仁祖實錄)』 편수에 참여하였다.
1652년(효종 3년) 심액(沈詻) 등의 죄를 추고하라는 왕의 명을 받들지 않았다는 이유로 파직을 당했다가 1653년(효종 4년) 다시 승지(承旨)에 임명되었다.

## 가족
- 증조부 : 변충남(卞忠男)
- 증조모 : 파평 윤씨 - 윤선좌(尹宣佐)의 딸
  - 조부 : 변경복(卞景福)
    - 아버지 : 변유인(卞惟寅)

  - 외조부 : 신옥(申沃)
    - 어머니 : 평산 신씨
      - 형 : 변시망(卞時望)
      - 제 : 변시석(卞時奭)
        - 아들 : 변박(卞搏) - 1646년(인조 24년) 생원시에 합격하였다.
        - 아들 : 변강(卞綱) - 1672년(현종 13년) 무과에 급제하였다.
        - 아들 : 변위(卞緯)

## 묘소
묘소는 충청북도 청주시 청원구 내수읍 초정리(椒井里)에 있다.